# 니그리티아

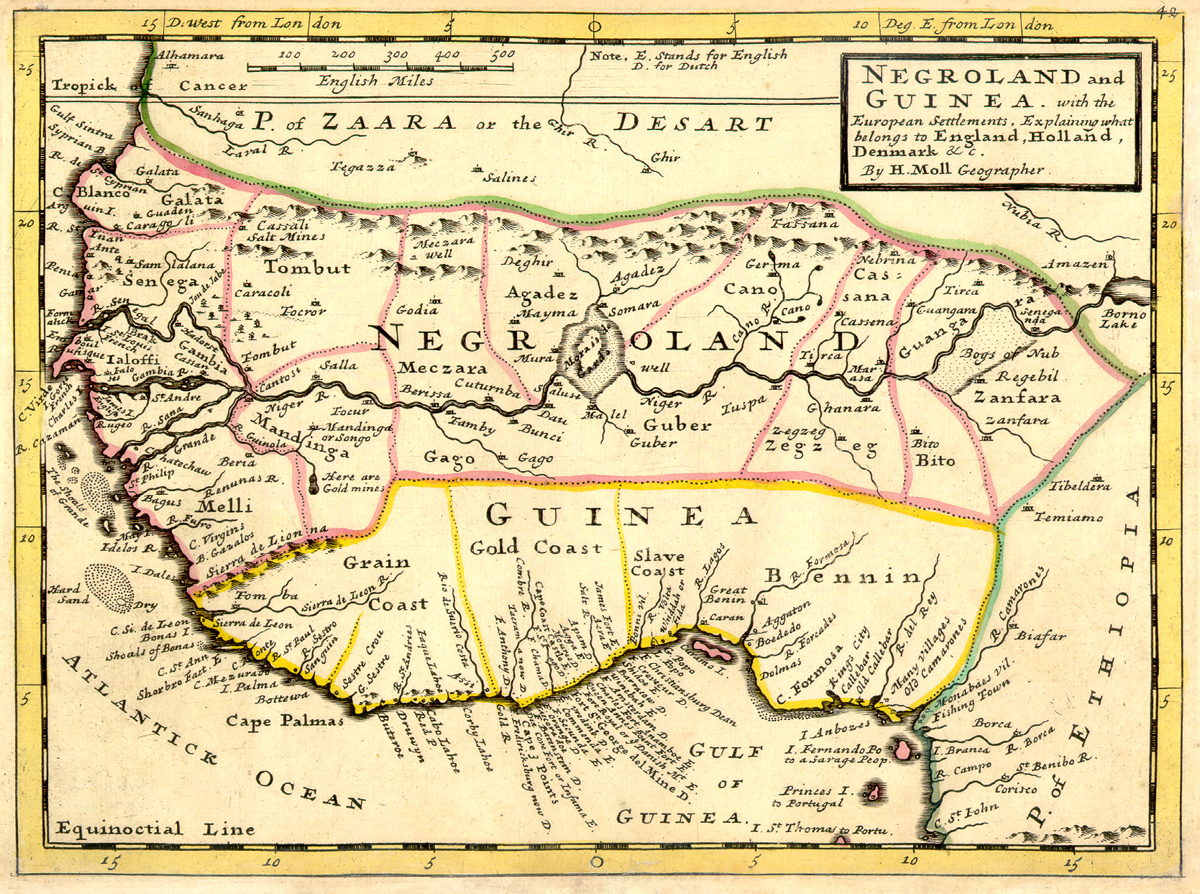

니그리티아(프랑스어: Nigritie 니그리티[*]) 또는 니그로랜드(영어: Negroland)는 옛날 서양 지도학에서 흑인들이 거주하는 서아프리카 내륙의 미답사지역을 가리킨 말이다. 사하라 사막 이남, 기니 이북 지역이 대략 해당하며, 서수단 지역과 어느 정도 겹친다.
카넴-보르누 제국, 소코토 칼리파국 등이 이 지역에 존재했던 대국이었다.

## 같이 보기
- 사헬